# Pterofòrids
Els pterofòrids (Pterophoridae) són una família de lepidòpters glossats del clade Ditrysia, l'única de la superfamília dels pteroforoïdeus (Pterophoroidea). Inclou 1.318 espècies d'arnes de mida petita.